# 栃木県道239号白沢下小倉線

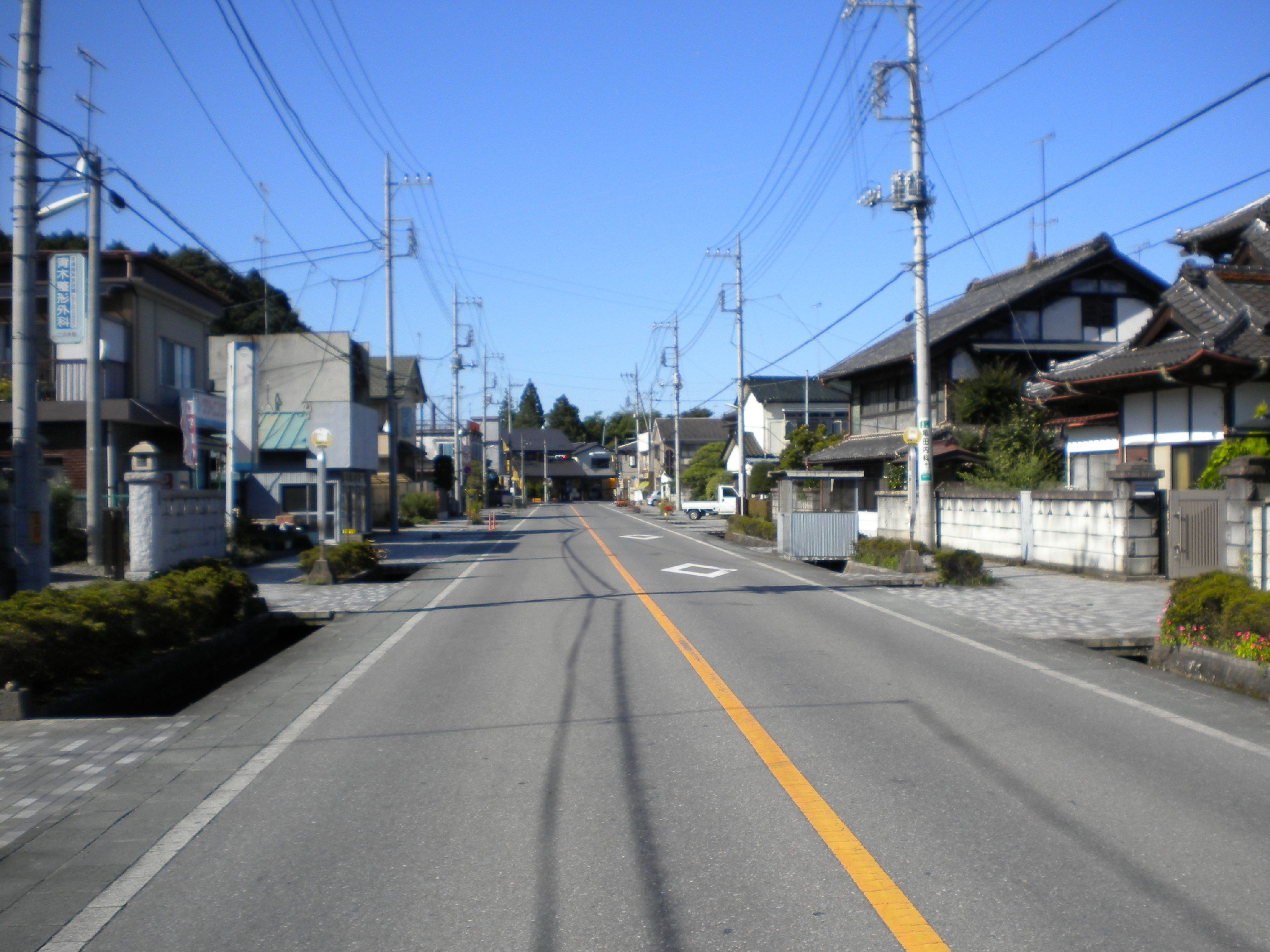
宇都宮市白沢町付近

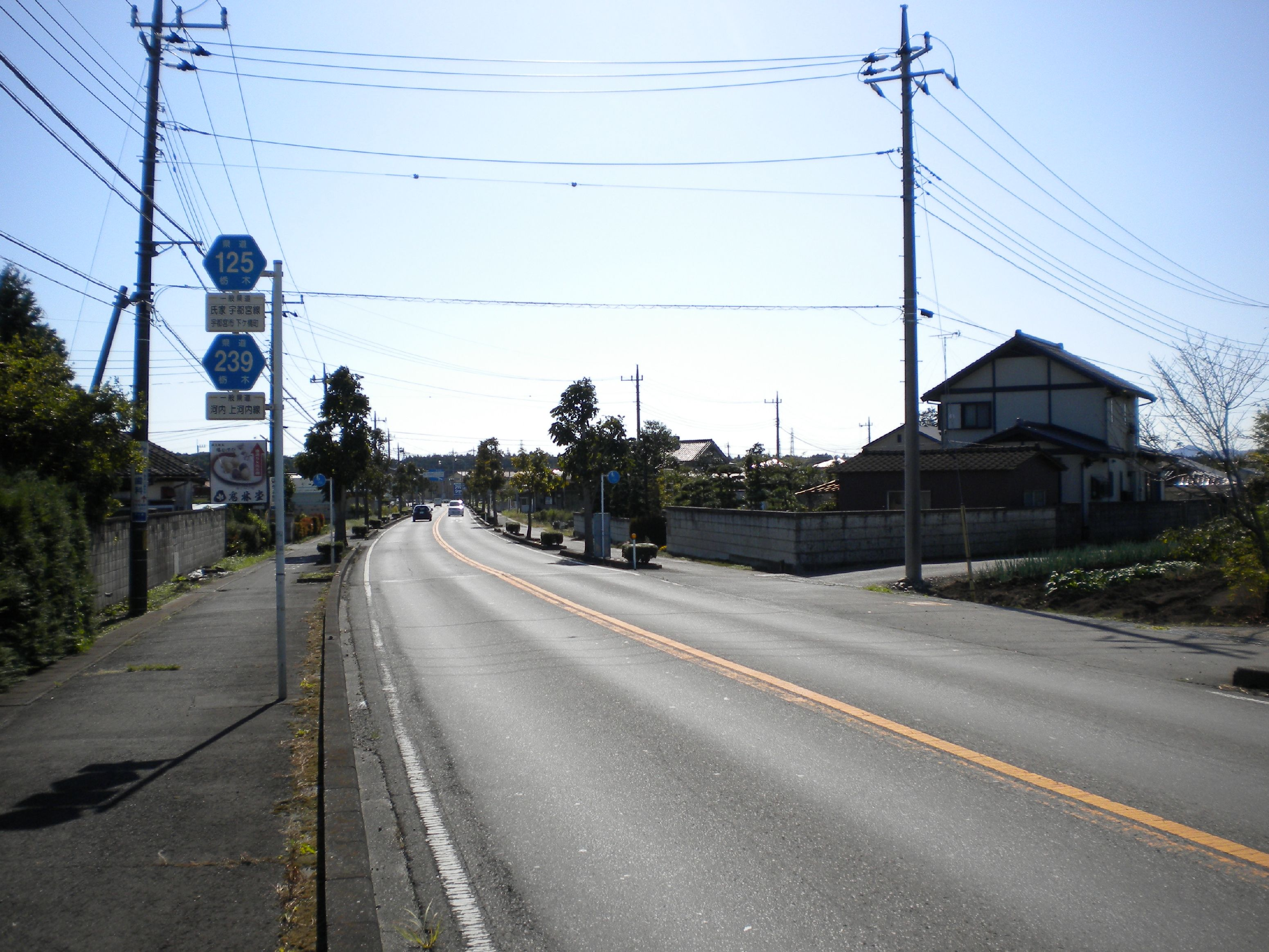
宇都宮市下ヶ橋町付近
（県道氏家宇都宮線との重複区間）

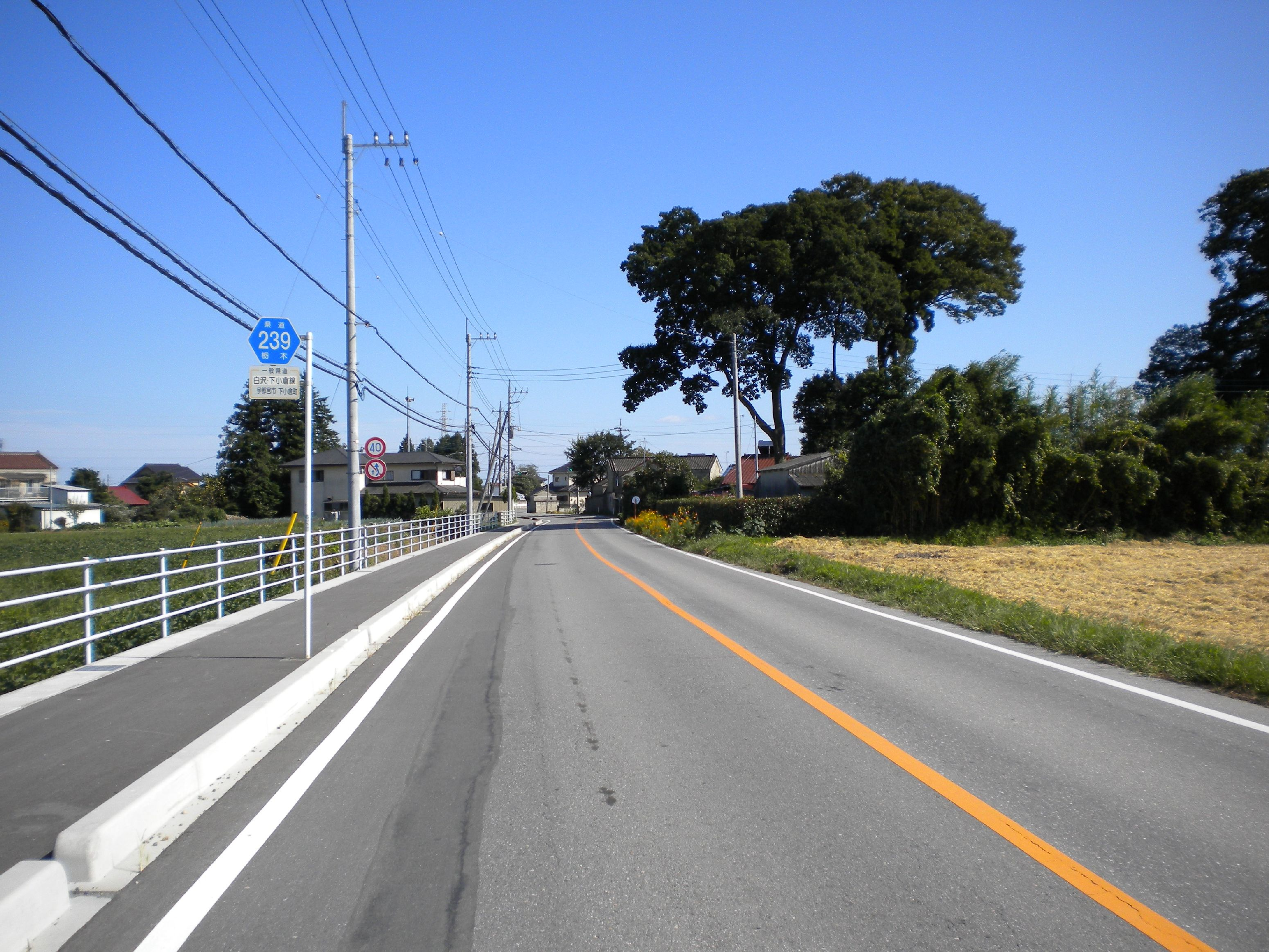
宇都宮市下小倉町付近

栃木県道239号白沢下小倉線（とちぎけんどう239ごう しらさわしもこぐらせん）は、栃木県宇都宮市に位置する一般県道である。

## 概要
宇都宮市河内地区の中心である白沢から鬼怒川の支流である西鬼怒川に沿って北上し、宇都宮市上河内地区の東部で国道293号に合流する道路。全線にわたって宇都宮市上河内代替バスの河内線が運行され、河内地区と上河内地区を結んでいる。
起点の白沢付近はかつての奥州街道白澤宿となっており、整備の上でかつての街並みが残されている。

## 路線データ
- 総延長：7.297km
- 実延長：6.625km
- 起点：栃木県宇都宮市白沢町（白沢宿交差点＝栃木県道73号上横倉下岡本線交点）
- 終点：栃木県宇都宮市下小倉町（下小倉交差点＝国道293号交点）
- 認定：1994年（平成6年）4月1日

## 交差する道路
- 栃木県道125号氏家宇都宮線（宇都宮市下ヶ橋町・西下ヶ橋交差点から東下ヶ橋交差点まで重複）

## 歴史
- 1961年（昭和36年）4月1日 - 一般県道下小倉下岡本線として認定。
- 1994年（平成6年）4月1日 - 下小倉下岡本線のうち白沢 - 下岡本間が路線再編により別路線に割譲され、下小倉 - 白沢間が河内上河内線として再認定される。
- 2008年（平成20年）4月1日 - 現在の路線名に改称。